# Pseudolimnophila (Pseudolimnophila) xantha
Pseudolimnophila (Pseudolimnophila) xantha is een tweevleugelige uit de familie steltmuggen (Limoniidae). De soort komt voor in het Afrotropisch gebied.